# Karl Strünckmann
Karl-Christoph Strünckmann (pseudonimo di Kurt van Emsen; Gottinga, 21 marzo 1872 – Bad Harzburg, 11 novembre 1953) è stato uno psichiatra tedesco, pioniere della medicina alternativa.

## Biografia
Strünckmann conseguì il dottorato in medicina presso l'Università di Lipsia nel 1897. Divenne buddista nel 1896 dopo aver letto Arthur Schopenhauer. Il 12 settembre 1909, insieme a Karl Seidenstücker, Walter Markgraf, Wolfgang Bohn e Franz-Joseph Bauer, fondò la Deutsche Pali-Gesellschaft, di cui divenne presidente il 9 ottobre 1910, succedendo a Walter Markgraf. Il 18 aprile 1911, insieme all'intero consiglio direttivo, si dimise a causa di divergenze con Karl Seidenstücker.
Membro del SPD, durante la Prima guerra mondiale aderì tuttavia al Partito Tedesco della Patria. Dall'11 al 14 giugno 1921 organizzò a Stoccarda la "Conferenza rivoluzionaria cristiana", a cui parteciparono circa 800 persone, rappresentanti di una vasta gamma di correnti politiche. L'obiettivo era offrire un'alternativa ai partiti della Repubblica di Weimar. Pubblicò la rivista Weltwende (1918-1921) per i cosiddetti "rivoluzionari cristiani", che cercavano una sintesi tra Gesù e Marx.

Lo psichiatra Strünckmann diresse il sanatorio di Ernseerberg, vicino a Gera, e il sanatorio privato "Am Burgberg" a Bad Harzburg. Gestì anche la prima clinica tedesca, il Naturheilsanatorium di Blankenburg, che operava con l'autosuggestione secondo il metodo Coué. Fu un attivo sostenitore del commercio di alimenti naturali e organizzò seminari per la formazione di specialisti (nel 1932 fu fondato un istituto tecnico nei locali della clinica di Blankenburg sotto la supervisione di Hans Gregor). Egli apportò un elemento nazionale alla "crisi della medicina" che era stata evocata a partire dalla metà degli anni Venti: 
Nel 1932 prevedeva che al Terzo Reich sarebbe seguito un Quarto Reich, di valore ancora maggiore. Durante il periodo nazista, il suo approccio alla medicina alternativa e alla naturopatia per la Neue Deutsche Heilkunde (Nuova Medicina Tedesca), che orbitava intorno al Reichsärzteführer (capo della medicina del Reich), ottenne un riscontro maggiore. Organizzò settimane di incontri annuali su vari argomenti della biologia.
Strünckmann fu anche coinvolto nel Movimento per la fede tedesca, che mirava a separare completamente dal cristianesimo. Nel 1941 collaborò con Friedrich Schöll a diverse conferenze per preparare la fondazione di una nuova Chiesa dopo la vittoria.

## Scritti
- Beitrag zur Bakteriologie der Puerperalinfektion, [= Dissertation 1897] Berlin 1898
- Warum ist die Akademie für freie, biologische Heilkunst so dringend notwendig? ca. 1900
- Die Naturheilkunde und ihre praktischen Vertreter in Gegenwart und Zukunft, Wolfenbüttel 1907
- Buddhismus und Christentum, in Die Buddhistische Welt, Deutsche Monatsschrift für Buddhismus, Organ der Deutschen Pali-Gesellschaft, IV Jahrgang (1910–1911), Seiten 59–61. https://archive.org/stream/DeutscheBibliographieDesBuddhismus/Deutsche_Bibliographie_des_Buddhismus_150dpi_djvu.txt Dort im pdf-Format Nr. 1851, Seite 121.
- Offener Brief an Walther Rathenau, Stuttgart 1918
- Weltwende. Weckruf der Christlichen Revolutionäre an Alle unter Einsatz des Letzten, zum Durchbruch Entschlossenen, in welchem Lager sie auch heute noch stehen. Herausgeber: Karl Strünckmann. Jg. 3: Weltwende: Kampfschrift des Christlichen Revolutionärs, Soden 1920
- Die Idealisten unter den Heilkundigen und Deutschlands Zukunft, 1927
- Die deutsche Rolle im Weltenspiel. Ein Wegweiser für die Stillen im Lande, Selbstverlag 1928
- Iß Dich gesund durch Frischkost-Rohkost-Sonnenkost: auf dem Wege zur neuen Nervennahrung, Pfullingen 1929
- alias Kurt van Emsen: Adolf Hitler und die Kommenden, 1932
- Das letzte Ziel: Ein Volk! Ein Glaube! Eine Kirche! Blankenburg 1935, 2. Aufl. 1936
- Der Ganzheits-Gedanke in der Ernährung. Vortrag auf d. Frühjahrs-Tagung d. Naturärzte in Bad Harzburg, 1937
- Das deutsche Reformhaus und seine Sendung. Fest-Vortrag auf d. Jubiläums-Tagung d. Reformhaus-Besitzer in Würzburg, August 1939
- Der Ganzheitsgedanke in der Heilkunst, 1940
- Vom Aufbruch zum Durchbruch (50 Jahre der Rückerinnerung eines biologischen Pioniers), Aus: Festschrift zum 50jähr. Bestehen d. Dt. Bundes f. naturgem. Lebens- u. Heilweise (Prießnitz-Bund) e. V., Berlin 1939 („Fünfzig Jahre Arbeit für die Volksgesundheit“)